# Lophoptera nigriplaga
Lophoptera nigriplaga là một loài bướm đêm trong họ Noctuidae.